# Яневич Віктор Васильович
Ві́ктор Васи́льович Яне́вич (нар. 16 січня 1985) — український футболіст, захисник аматорської тернопільської «Ниви».

## Клубна кар'єра
У ДЮФЛУ з 1999 по 2002 рік виступав за ДЮСШ-3 (Івано-Франківськ), за яку провів 37 матчів.
Дорослу футбольну кар'єру розпочав у 2002 році у футболці «Чорногори», за яку дебютував 20 червня того ж року в програному (0:4) домашньому поєдинку 38-о туру групи А Другої ліги проти золочівського «Сокола». Віктор вийшов на поле на 46-й хвилині, замінивши Івана Голодинського. Дебютним голом на професіональному рівні відзначився 2 травня 2005 року на 36-й хвилні переможного (1:0) домашнього поєдинку 23-о туру групи А Другої ліги проти рогатинського «Техно-Центра». Яневич вийшов на поле в стартовому складі та відіграв увесь матч. У команді з Івано-Франківська виступав до завершення сезону 2005/06 років, за цей час у Другій лізі зіграв 64 матчі та відзначився 2-а голами, ще 1 поєдинок провів у кубку України. У сезоні 2006/07 років перебував на контракті в івано-франківському «Спартаку», проте на поле в офіційних матчах не виходав.
У 2008 році перейшов до «Енергетика», за який дебютував 18 березня того ж року в програному (1:2) виїзному поєдинку 20-о туру Першої ліги проти чернігівської «Десни». Віктор вийшов на поле в стартовому складі та відіграв увесь матч. Єдиним голом за бурштинську команду відзначився 18 квітня 2008 року на 72-й хвилині програного (1:2) виїзного поєдинку 26-о туру Першої ліги проти івано-франківського «Прикарпаття». У команді (з перервами) виступав до завершення сезону 2011/12 років, за цей час у Першій лізі провів 91 матч та відзначився 1 голом, ще 4 поєдинки відіграв у кубку України. У перервах між виступами в «Енергетиці» захищав кольори яремченських «Карпат» (сезони 2009 та 2010/11 років).
У 2012 році підсилив тернопільську «Ниву», за яку дебютував 20 липня того ж року в переможному (4:1) виїзному поєдинку 2-о туру групи А Другої ліги проти херсонського «Кристалу». Яневич вийшов на поле в стартовому складі та відіграв увесь матч, а на 27-й хвилині отримав жовту картку. Дебютним голом за тернополян відзначився 22 серпня 2012 року на 5-й хвилині нічийного (1:1) домашнього поєдинку 2-о попереднього раунду кубку України проти кіровоградської «Зірки». Віктор вийшов на поле в стартовому складі та відіграв увесь матч. В серії післяматчевих пенальті з рахунком 4:2 перемоги зобули тернополяни. У професіональних змаганнях за «Ниву» відіграв 104 матчі та відзначився 3-а голами. 2 лютого 2016 року отримав статус вільного агента у зв'язку з розпуском тернопільської команди, але зрештою продовжив виступи у складі відродженої «Ниви» в аматорських змаганнях. Під час зимової перерви сезону 2016/17 перейшов до аматорського клубу «Оскар» (Підгір'я), у команді провів півроку після чого залишив її розташування.
Напередодні старту сезону 2017/18 років перейшов до «Прикарпаття», у футболці якого дебютував 14 липня 2017 року в програному (2:5) домашньому поєдинку 1-о туру Другої ліги проти волочиського «Агробізнесу». Яневич вийшов на поле в стартовому складі, а на 88-й хвилині його замінив Роман Прошак.